# 串聯電路

由直流電壓源（例如，電池）和三個電阻器構成的串聯電路。

幾個電路元件沿著單一路徑互相連接，每個連接點最多只連接兩個元件，此種連接方式稱為串聯。以串聯方式連接的電路稱為串聯電路。連接點稱為節點。從串聯電路的電源給出的電流等於通過每個元件的電流，給出的電壓等於每個元件兩端的電壓的代數和。串聯電路也被稱為“分壓電路”。
幾個電路元件的兩端分別連接於兩個節點，此種連接方式稱為並聯。以並聯方式連接的電路稱為並聯電路。從並聯電路的電源給出的電流等於通過每個元件的電流的代數和，給出的電壓等於每個元件兩端的電壓。
串聯和並聯是兩種常見的基本連接方式。電路元件也可以以其它種方式連接在一起。例如，星形電路或三角形電路。

## 概述
思考由兩個同樣電阻的電燈泡與一個9 V 電池的連接方式，將導線從電池正極連接到電燈泡A的銅片，再從電燈泡A的燈頭尖端連接到電燈泡B的銅片，再從電燈泡B的燈頭尖端連接到電池負極，構成一個連續的閉合迴圈，則這些電燈泡與電池是以串聯方式成串聯電路。通過每一個電燈泡的電流都相等。每一個電燈泡的銅片與燈頭尖端的電壓為4.5 V。假設其中有一個電燈泡燒壞了，則會形成斷路，另外一個電燈泡也無法通電發亮。
換另一種連接方式，將一條導線從電池正極連接到電燈泡A的銅片，再連接到電燈泡B的銅片，又將另一條導線從電池負極連接到電燈泡A的燈頭尖端，再連接到電燈泡B的燈頭尖端，則這些電燈泡與電池是以並聯方式連接成並聯電路。每一個電燈泡的銅片與燈頭尖端的電壓為9 V。通過每一個電燈泡的電流都相等，其代數和為電池給出的電流。假設其中有任意一個電燈泡燒壞了，另外一個電燈泡仍舊會通電發亮，而且通過的電流會加倍。

## 電阻器

如右圖所示，{\displaystyle n}個電阻器串聯在一起。現將電源連接於這串聯電路的兩端。根據歐姆定律，第{\displaystyle k}個電阻器兩端的電壓{\displaystyle v_{k}}等於通過的電流{\displaystyle i_{k}}乘以其電阻{\displaystyle R_{k}}：
{\displaystyle v_{k}=i_{k}R_{k}=iR_{k}}。
按照克希荷夫電流定律，從電源給出的電流{\displaystyle i}等於通過每一個電阻器的電流{\displaystyle i_{k}}。所以，
{\displaystyle i=i_{1}=i_{2}=\cdots =i_{n}}。
根據克希荷夫電壓定律，電源兩端的電壓等於所有電阻器兩端的電壓的代數和：
{\displaystyle v=v_{1}+v_{2}+\cdots +v_{n}=i(R_{1}+R_{2}+\cdots +R_{n})}。
所以，{\displaystyle n}個電阻器串聯的「等效電阻」  {\displaystyle R_{eq}}為
{\displaystyle R_{eq}=R_{1}+R_{2}+\cdots +R_{n}}。
滿足歐姆定律，電流源兩端的電壓等於給出的電流乘以等效電阻：
{\displaystyle v=iR_{eq}}。
注意到串联电路的各个电阻所分担的电压成比例：
{\displaystyle {\frac {v_{k1}}{v_{k2}}}={\frac {R_{k1}}{R_{k2}}}}。
電導{\displaystyle G}是電阻的倒數：
{\displaystyle G=1/R}。
{\displaystyle n}個电阻器串聯的等效电導{\displaystyle G_{eq}}為
{\displaystyle {\frac {1}{G_{eq}}}={\frac {1}{G_{1}}}+{\frac {1}{G_{2}}}+\cdots +{\frac {1}{G_{n}}}}；
其中，{\displaystyle G_{i}=1/R_{i}}是第{\displaystyle i}個電阻器的電導。
對於兩個電阻器串聯的簡單案例，等效電導為
{\displaystyle G_{eq}={\frac {G_{1}G_{2}}{G_{1}+G_{2}}}}。

## 電容器

如右圖所示，{\displaystyle n}個電容器串聯在一起。現將電源連接於這並聯電路的兩端。從電容的定義，可以得到，通過第{\displaystyle k}個電容器的電流{\displaystyle i_{k}}等於其電容{\displaystyle C_{k}}乘以其兩端的電壓變率{\displaystyle {\frac {\mathrm {d} v_{k}}{\mathrm {d} t}}}：
{\displaystyle i_{k}=C_{k}{\frac {\mathrm {d} v_{k}}{\mathrm {d} t}}}。
按照克希荷夫電流定律，從電源（直流電或交流電）給出的電流{\displaystyle i}等於通過每一個電容器的電流{\displaystyle i_{k}}。所以，
{\displaystyle i=i_{1}=i_{2}=\cdots =i_{n}}。
根據克希荷夫電壓定律，電源兩端的電壓等於所有電容器兩端的電壓的代數和：
{\displaystyle v=v_{1}+v_{2}+\cdots +v_{n}}。
電源兩端的電壓變率為
{\displaystyle {\frac {\mathrm {d} v}{\mathrm {d} t}}={\frac {\mathrm {d} v_{1}}{\mathrm {d} t}}+{\frac {\mathrm {d} v_{2}}{\mathrm {d} t}}+\cdots +{\frac {\mathrm {d} v_{n}}{\mathrm {d} t}}={\frac {i}{C_{1}}}+{\frac {i}{C_{2}}}+\cdots +{\frac {i}{C_{n}}}}。
所以，{\displaystyle n}個電容器串聯的等效電容{\displaystyle C_{eq}}為
{\displaystyle {\frac {1}{C_{eq}}}={\frac {1}{C_{1}}}+{\frac {1}{C_{2}}}+\cdots +{\frac {1}{C_{n}}}}；
每一個電容器都有其製造工廠設定的「電壓額定值」（voltage rating）。假設「工作電壓」（由於通電而出現於電容器兩端的電壓）超過電容器的電壓額定值，則可能會造成這電容器故障。為了避免電容器故障，可以增添電容器，將幾個同樣的電容器串聯在一起，使得電壓額定值的代數和大於工作電壓。但這也會降低電路的等效電容。

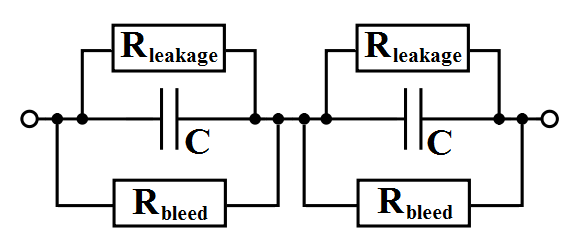
增添了洩放電阻器的串聯電容電路圖：是伴隨電容器的漏電阻，是洩放電阻。

注意到每一個電容器都有其伴隨的「漏電阻」（leakage resistance）。通常製作工廠只會標明漏電阻最低值，所以，使用者並不清楚實際漏電阻值，可能與最低值相差很多。由於電壓分配主要是由漏電阻決定，因此，很難準確地計算出每一個電容器所承受到的工作電壓，整個串聯電路的可靠性也會降低。假若，其中有一個電容器發生故障，就會造成其它電容器骨牌式地發生故障。為了解決這些問題，可以給每一個電容器都增添一個電阻器，將電容器與電阻器並聯在一起。這樣會有效地增加漏電流，從而降低電容器兩端的工作電壓。選擇電阻器越大越好，但必需小於工廠設定的漏電阻最低值，這樣，可以確定每一個電容器的工作電壓小於其電壓額定值。對於直流電，電路就好似同樣電阻器構成的串聯電路，保證每一個電容器都有同樣的電壓分配。假設是高電壓電路，電阻器還具有洩放電阻器（bleed resistor）的功能。假設負載很高，在斷電後，需要很長一段時間，才能使電容器放電至安全程度。洩放電阻器可以給出一個達到安全程度需要等待的「最久放電時間」。

## 電感器

如右圖所示，{\displaystyle n}個電感器串聯在一起，類似前面所述方法，可以計算出其等效電感{\displaystyle L_{eq}}為
{\displaystyle L_{eq}=L_{1}+L_{2}+\cdots +L_{n}}；
其中，{\displaystyle L_{i}}是第{\displaystyle i}個電感器的電感。
由於電感器產生的磁場會與其鄰近電感器的纏繞線圈發生耦合，很難避免緊鄰的電感器彼此互相影響。物理量互感{\displaystyle M}能夠給出對於這影響的衡量。
例如，由電感分別為{\displaystyle L_{1}}、{\displaystyle L_{2}}，互感為{\displaystyle M}的兩個電感器構成的串聯電路，其等效互感{\displaystyle L_{eq}}有兩種可能：
- 假設兩個電感器分別產生的磁場或磁通量，其方向相同，則稱為「串聯互助」，以方程式表示，

{\displaystyle L_{eq}=L_{1}+L_{2}+2M}。
- 假設兩個電感器分別產生的磁場或磁通量，其方向相反，則稱為「串聯互消」，以方程式表示，

{\displaystyle L_{eq}=L_{1}+L_{2}-2M}。
更詳盡細節，請參閱條目電感。
對於具有三個或三個以上電感器的串聯電路，必需考慮到每個電感器自己本身的自感和電感器與電感器之間的互感，這會使得計算更加複雜。等效電感是所有自感與互感的代數和。
例如，由三個電感器構成的串聯電路，會涉及三個自感和六個互感。三個電感器的自感分別為{\displaystyle M_{11}}、{\displaystyle M_{22}}、{\displaystyle M_{33}}；互感分別為{\displaystyle M_{12}}、{\displaystyle M_{13}}、{\displaystyle M_{23}}、{\displaystyle M_{21}}、{\displaystyle M_{31}}、{\displaystyle M_{32}}。等效電感為
{\displaystyle L_{eq}=(M_{11}+M_{22}+M_{33})+(M_{12}+M_{13}+M_{23})+(M_{21}+M_{31}+M_{32})}。
由於任意兩個電感器彼此之間的互感相等，{\displaystyle M_{ij}} = {\displaystyle M_{ji}}，後面兩組互感可以合併：
{\displaystyle L_{eq}=(M_{11}+M_{22}+M_{33})+2(M_{12}+M_{13}+M_{23})}。

## 被動元件

如右圖所示，{\displaystyle n}個被動元件串聯在一起，類似前面所述方法，可以計算出其等效阻抗{\displaystyle Z_{eq}}為
{\displaystyle Z_{eq}=\ Z_{1}+Z_{2}+\cdots +Z_{n}}；
其中，{\displaystyle Z_{i}}是第{\displaystyle i}個元件的阻抗。
以實部項目{\displaystyle R_{eq}}和虛部項目{\displaystyle X_{eq}}表示，
{\displaystyle Z_{eq}=R_{eq}+jX_{eq}=(R_{1}+R_{2}+\cdots +R_{n})+j(X_{1}+X_{2}+\cdots +X_{n})}。
其中，{\displaystyle R_{i}}和{\displaystyle X_{i}}分別是第{\displaystyle i}個元件的阻抗的實部與虛部。

## 開關
由兩個以上開關串聯在一起，會形成邏輯與電路。假設連接電源於這電路的兩端，則只有當所有開關都閉合時，電流才會流通。更詳盡細節，請參閱條目與閘。

## 電池
假設電池組內部的幾個單電池以串聯方式連接成電源，則此電源兩端的電壓是所有單電池兩端的電壓的代數和。例如，一個電動勢為12伏特的汽車電池（automotive battery）是由六個2伏特單電池以串聯方式構成。

## 雙埠網路
{\displaystyle n}個雙埠網路也可以以串聯方式連接在一起。

## 參閱
- 等效阻抗變換（equivalent impedance transforms）